# 미우라 유야
미우라 유야(일본어: 三浦 雄也, 1989년 4월 2일 ~ )는 일본의 전 축구 선수이다.

## 구단 경력
그는 2012년부터 201년까지 J리그의 가시와 레이솔, 마쓰모토 야마가 FC, 시미즈 에스펄스, V-파렌 나가사키에서 활동하였다.